# Peter de Clercq
Peter De Clercq, nascido a 2 de julho de 1966 em Oudenaarde é um ciclista belga dos anos 1980-1990.

## Biografia
Profissional de 1988 a 1996, seus lucros mais destacados foram 1 etapa da Dauphiné Libéré e duas vezes À travers le Morbihan. Em 1992, ganhou no Tour de França a 20.ª etapa entre Blois e Nanterre.

## Palmarés
1989
- 1 etapa do Tour do Mediterrâneo
- 1 etapa da Dauphiné Libéré
- 1 etapa do Tour da CEE
- Heusden Limburg

1991
- Grande Prêmio da Villa de Zottegem

1992
- 1 etapa do Tour de França
- À travers lhe Morbihan
- Route Adélie
- Tour d'Armorique
- 1 etapa da Volta a Galiza

1993
- 1 etapa da Volta a Grã-Bretanha

1994
- À travers le Morbihan
- 1 etapa da Route du Sud
- Nokere Koerse

1995
- Grande Prêmio da Villa de Rennes

## Resultados no Tour de France
- 1990 : 137º
- 1991 : 137º
- 1992 : 123º, ganhador de etapa
- 1993 : 132º
- 1994 : 182º
- 1995 : abandono